# Lpi
lpi（エルピーアイ）とは、lines per inchの略で、スクリーン線数の単位である。線とも言う。1インチあたりの網点の密度を表す。
ピクセル密度の単位 ppi（pixels per inch）や、ドット密度の単位 dpi（dots per inch）とは、次元は同じだが表す量が異なるので、単純に換算はできない。
lpiで表したスクリーン線数のことを単にlpiと呼ぶことがある。その意味でのlpiについては、スクリーン線数を参照。